# Blini
Cet article possède des paronymes, voir Blinix et Carex blinii.
Un blini (du russe : блин blin ; pluriel блины bliny, blini ; en biélorusse : блін, блінец ; en ukrainien : млинці, mlyntsi ; en polonais bliny ; en lituanien blynai) est une variété de galette épaisse, sorte de crêpe de grande taille, souvent servie en relation avec un rituel ou des fêtes religieuses.
En France, sont souvent vendues sous le nom de « blinis » des petites crêpes épaisses, qui s'apparentent davantage aux olad'i qu'aux crêpes, plus fines et plus grandes.

## Étymologie et historique
Le mot singulier français « blini » vient de la forme pluriel russe bliny ou blini (блины). Le  pluriel français est « blinis ». Le mot russe vient du vieux slave mlin, qui signifie « moudre » (comparer avec le mot ukrainien pour blin, млинець, mlynets'). Symbole solaire de par leur forme et leur couleur, les blinis eurent une signification rituelle pour les Slaves, à l'ère pré-chrétienne. Ils furent traditionnellement cuits à la fin de l'hiver pour honorer la renaissance du soleil (la semaine des pancakes, ou Maslenitsa). Cette tradition fut adoptée par l'Église orthodoxe et reste célébrée aujourd'hui. Les blinis furent aussi servis aux veillées funèbres pour commémorer les morts.

## Préparation

### Ingrédients
Les blinis russes traditionnels sont faits avec une pâte au levain qui se laisse gonfler et qui est ensuite diluée avec de l'eau ou lait froid ou bouillant (en russe : заварные блины, zavarnyïé bliny), avant de les enfourner dans un four russe traditionnel (à ce jour, le processus d'élaboration des blinis s'appelle « cuire au four », même s'ils sont presque universellement cuits à la poêle comme des pancakes).
Ils peuvent être préparés avec presque n'importe quelle farine : de blé, de sarrasin, d'avoine, ou de mil, mais la farine de blé reste la plus populaire.

### Accompagnements
Les blinis peuvent s'élaborer et être servis de trois manières différentes :
Ils peuvent se manger « nature ». Dans ce cas, la pâte peut contenir des ingrédients supplémentaires, tels que de la pomme de terre râpée, de la pomme ou des raisins. Ces blinis sont très communs en Europe de l'Est et sont plus « solides » que les pancakes mangés ailleurs.
Ils peuvent être servis enroulés et tartinés avec du beurre, du lard, de la smetana (crème aigre), de la confiture ou du caviar. Ils sont donc similaires aux crêpes françaises.
Les blinis se prêtent plus facilement à une troisième version : la pâte peut être pré-frite puis farcie de confiture, de fruits, de pomme de terre, de cottage ou autre fromage, de viande hachée cuite, de poulet cuit ou même de champignons hachés, fèves germées, chou et oignon, puis légèrement refrite, sautée ou cuite au four. En cette forme, les blinis sont appelés nalysnyky en ukrainien (налисники).

## Variantes

Des blintchiki surgelés du commerce en train de frire à la poêle.

### Biélorussie
Les blintchiki au sarrasin font partie de la cuisine traditionnelle russe, mais ont été presque oubliés à l'époque soviétique. Ils sont encore communs en Biélorussie, où ils sont appelés hratchaniki (грaчанiкi).

### Pologne
En Pologne, la recette traditionnelle est toujours à base de levain, œufs, lait, sucre, beurre fondu et farine de blé et sarrasin que l'on fait monter près d'une source de chaleur puis on y ajoute les blancs battus en neige. Les bliny et non blinis (car comme pour les panini, c'est déjà un pluriel donc sans s) sont cuits sur une poêle et au beurre et servis avec du beurre fondu et de la crème aigre. D'autres recettes existent comme celle à base de lait caillé et de farine de blé et celle de pommes de terre (plendze en Posnanie, placki ailleurs et latkes en yiddish).

### Lituanie
En Lituanie, les blynai (blynas au singulier) sont très populaires. Ils sont souvent fourrés avec du fromage frais varškė (sorte de caillé) et accompagnés de crème grietinė (équivalent lituanien de la smetana).

### Caucase
Les blintchiki (блинчики, au singulier blintchik блинчик), sont faits d'une pâte à base de farine de blé, de levure, de kéfir ou de lait fermenté et d'œufs. Il ne faut pas les confondre avec les blintses (en yiddish : בלינצע), spécialité juive ashkénaze, sans levain mais avec parfois du fromage blanc.

## Remarque sur la prononciation française
Le -s du mot blinis n'étant ajouté au pluriel que pour se conformer aux usages du français écrit (le suffixe -i indique déjà le pluriel en russe), la prononciation blinisses, que l'on entend souvent, est fautive.[réf. nécessaire]